# Dekanat Świnoujście
Dekanat Świnoujście – jeden z dekanatów należący do archidiecezji szczecińsko-kamieńskiej.

## Parafie
- Lubin (pw. MB Jasnogórskiej)
- Międzyzdroje (pw. św. Piotra Ap.)
- Świnoujście (pw. Chrystusa Króla)
- Świnoujście (pw. NMP Gwiazdy Morza)
- Świnoujście (pw. Najśw. Serca Pana Jezusa) (Przytór)
- Świnoujście (pw. św. Wojciecha BM) (Warszów)
- Świnoujście (pw. bł. Michała Kozala BM) (Osiedle Rycerska)
- Świnoujście (pw. św. Stanisława i Bonifacego BM) (Osiedle Posejdon)

## Funkcje w dekanacie
- Dziekan: ks. kan. mgr lic. Piotr Superlak[1]
- Wicedziekan: ks. mgr Andrzej Moskwa
- Ojciec duchowny: ks. kan. mgr lic. Ignacy Stawarz